# Maracatu rural

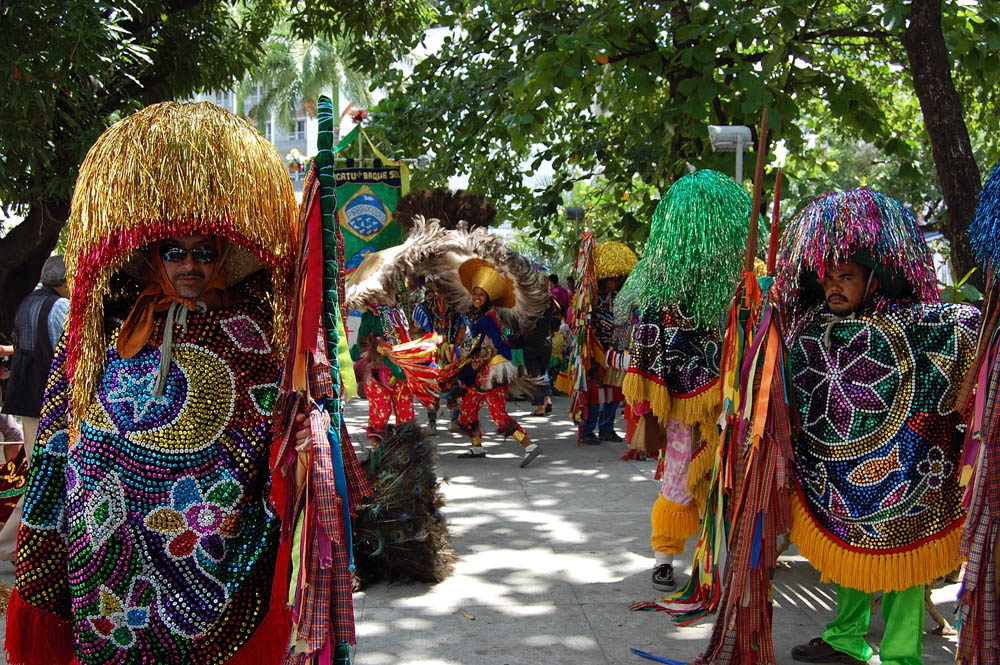
Maracatu Rural.

O Maracatu Rural ou Maracatu de Baque Solto é um tipo de maracatu, uma manifestação folclórica com origem no estado de Pernambuco. Tem como principal símbolo o caboclo de lança, e distingue-se do Maracatu Nação por sua organização, personagens e ritmo.
O Maracatu Rural significa para seus integrantes algo a mais que uma brincadeira: é uma herança secular, motivo de muito orgulho e admiração. É formado por pessoas simples, principalmente por trabalhadores rurais que com as mesmas mãos que cortam cana, lavram a terra e carregam peso, também bordam golas de caboclo, cortam fantasias, enfeitam guiadas, relhos e chapéus; dedicando-se ao bem mais valioso que possuem: a cultura.[parcial?]
O cortejo do Maracatu Rural diferencia-se dos outros maracatus por suas características musicais próprias e pela essência de sua origem refletida no sincretismo de seus personagens. A orquestra é formada por instrumentos de percussão e sopro.

## História

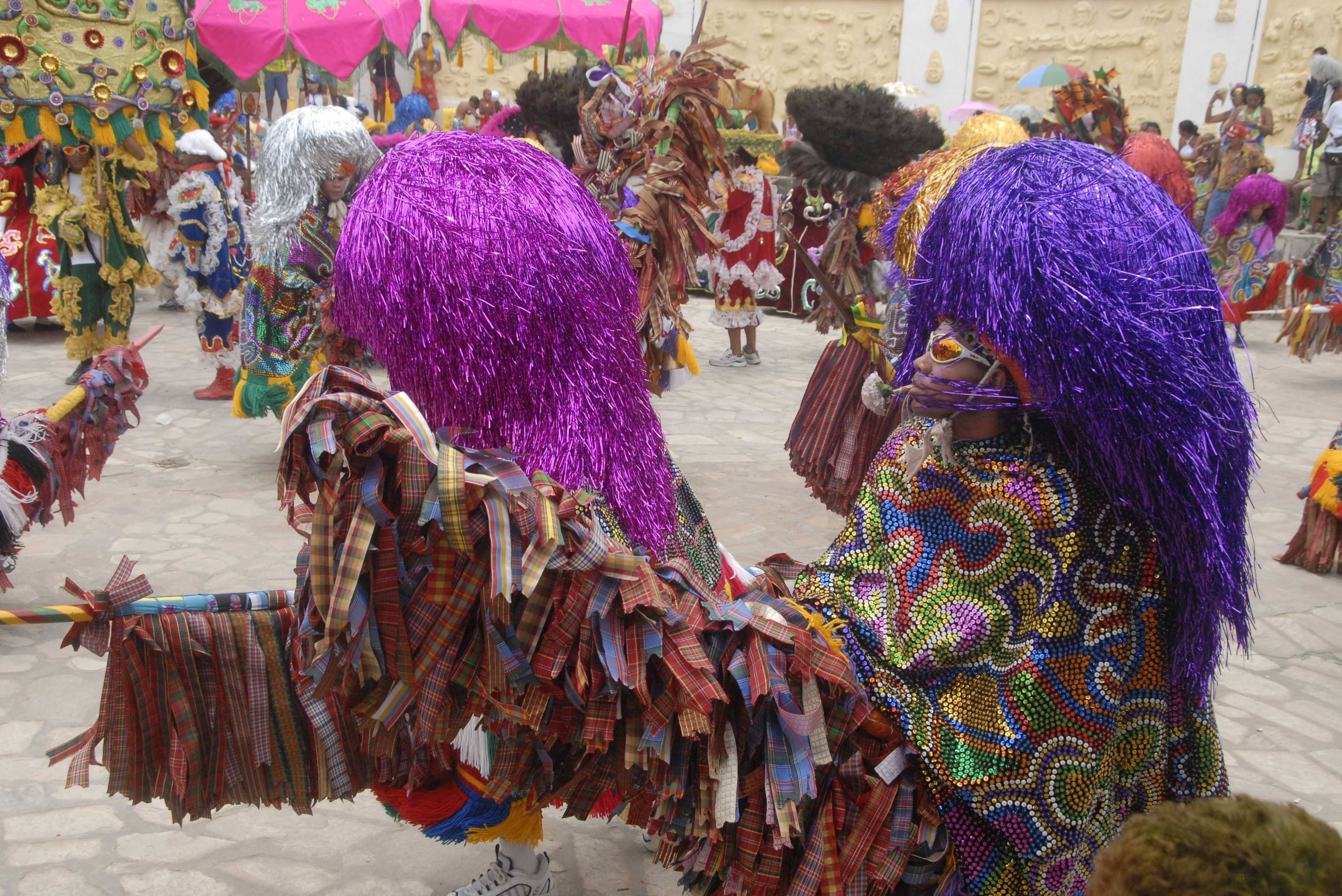
O Caboclo de lança do Maracatu Rural é um dos símbolos da Cultura de Pernambuco.

Os mais antigos maracatus foram criados em engenhos de Nazaré da Mata (Zona da Mata de Pernambuco), onde seus fundadores eram trabalhadores rurais, trabalhadores do canavial e cortadores de cana-de-açúcar, entre fins do século XIX e início do XX.

## Personagens

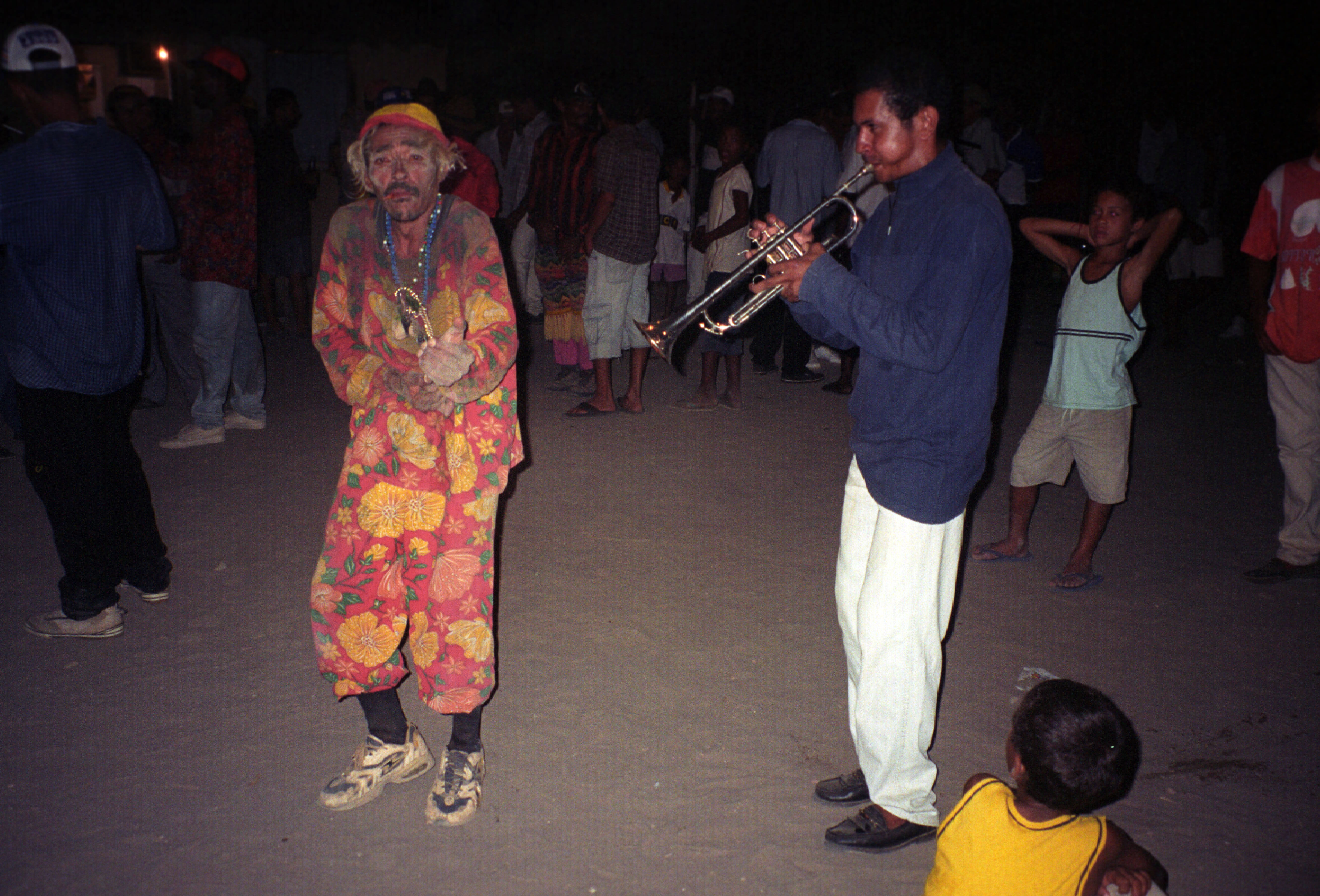
O Mateus, uma das figuras do Maracatu Rural

Os personagens do Maracatu Rural são:
- Caboclos de lança (ícones do Carnaval de Pernambuco, assim como os passistas de frevo)
- Catirina
- Mateus
- Catita
- Reis e Rainhas
- Arreimá
- Luminista
- Sombrinha
- Dama de Passo
- Valete
- Dama
- Índias
- Iabás
- Princesa
- Príncipe
- Símbolo
- Banderista

## Composição do Terno
- Mestre
- Minero
- Porca
- Gonguê
- Bombo
- Taró